# تایسیا اودودنکو
تایسیا اودودنکو (انگلیسی: Taisiia Udodenko؛ زادهٔ ۷ مهٔ ۱۹۸۹) بازیکن بسکتبال اهل اوکراین است.